# Libocký rybník
Libocký rybník, nazývaný také jen Libočák, tvoří už několik set let pohledově výraznou součást Horní Liboce a pohled přes něj ke kostelu sv. Fabiána a Šebestiána a k oboře Hvězda patří mezi známá pražská panoramata.

## Historie a zajímavosti
Podle historických map byl rybník založen někdy koncem 18. století a původní název byl "Markitskej panskej rybník". Podle některých zdrojů se ale v těchto místech už dříve nacházel rybník patřící břevnovskému klášteru.
Rybník byl a stále je využíván jako zdroj užitkové vody pro Pražský hrad, kde voda slouží především k zavlažování zahrad. Pro odběr vody je v severovýchodní části hráze zvláštní odběrný objekt, z něhož byla dříve voda vedena systémem otevřených příkopů a trub, v současné době je již vedena pod zemí.
V roce 1987 proběhla celková rekonstrukce rybníka, při níž byl odbahněn a hráz byla zpevněna polovegetačními tvárnicemi. Zároveň byl upraveno i koryto Litovického (Šáreckého) potoka, který byl napřímen a je veden po boční straně rybníka, aby se rybník sedimenty z potoka nezanášel. Odbahnění se pravidelně opakuje.
Ze stromů u rybníka stojí za zmínku především památný dub letní na levém břehu a vzrostlá smuteční vrba u přítoku.
Rybník je také využíván k chovu ryb.

## Galerie

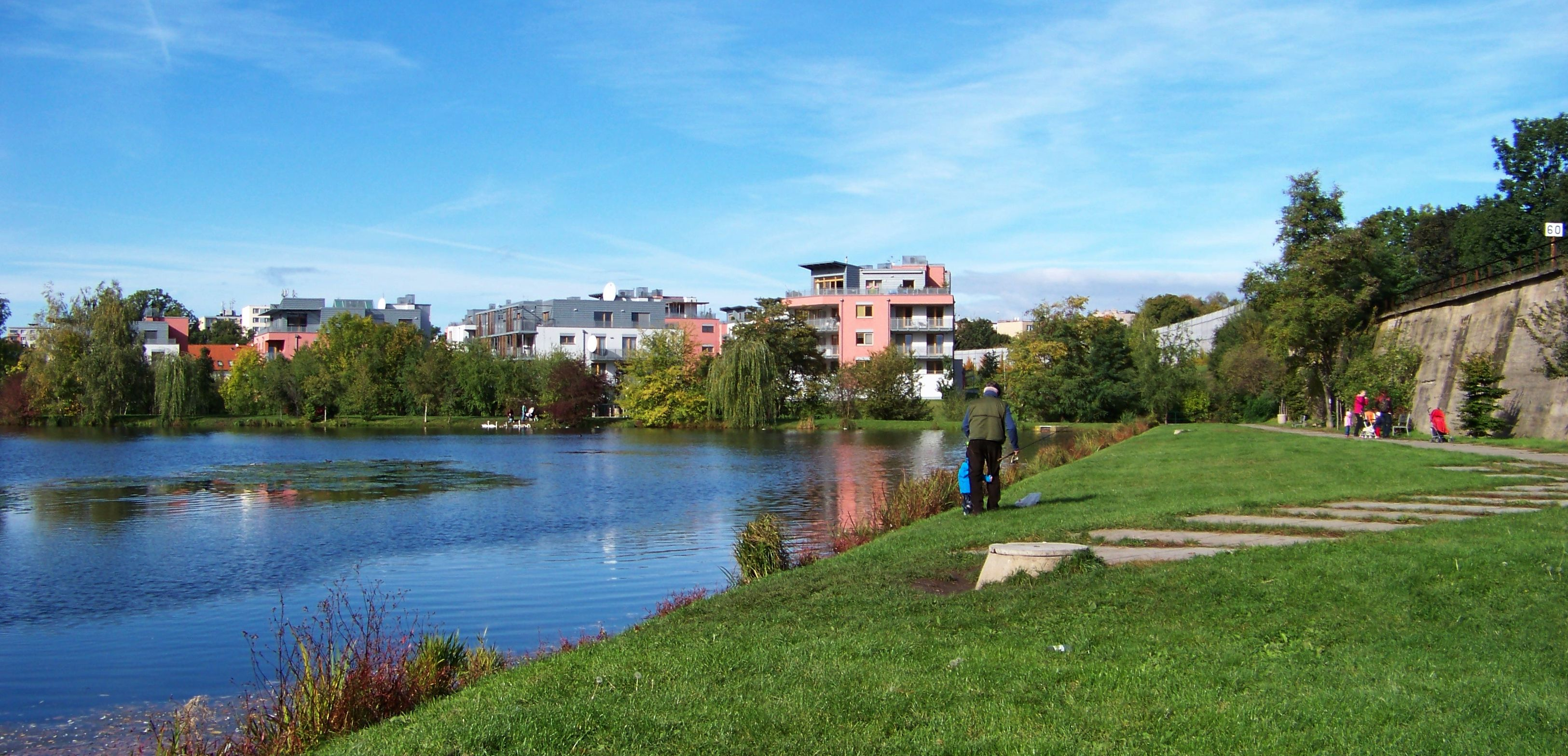
Pohled od jihovýchodu k Naardenské ulici
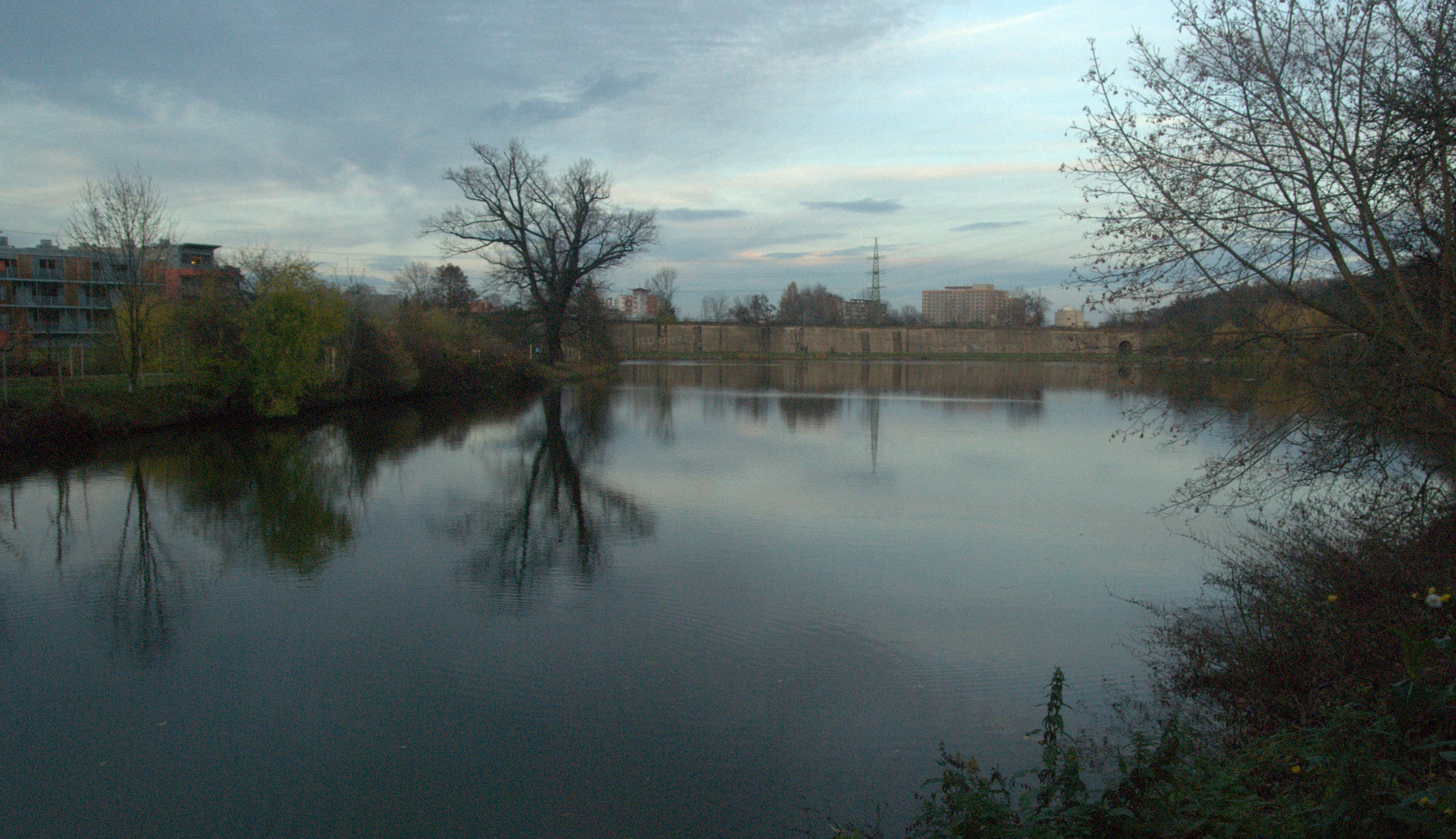
Pohled k severovýchodnímu břehu a tělesu železniční dráhy